# Pinheiro (Aguiar da Beira)
Pinheiro is een plaats (freguesia) in de Portugese gemeente Aguiar da Beira en telt 287 inwoners (2001).